# 宮迫博之
宮迫 博之（みやさこ ひろゆき、1970年〈昭和45年〉3月31日 - ）は、日本のYouTuber、実業家、お笑いタレント、歌手、俳優、司会者、声優。
本名同じ。大阪府茨木市出身。お笑いコンビ雨上がり決死隊の元メンバー。2019年の吉本興業から契約解消以降はYouTubeを主な拠点として活動している。

## 来歴
1970年3月31日、3人兄妹の次男として大阪府茨木市で誕生。
高槻市の私立金光第一高等学校卒業。高校時代はサッカー部でレギュラーとして活躍しており、ポジションはMF。右足でも左足でも自在に蹴れた。
高校卒業後、安定した職に就こうと、公務員になることを目指す。大阪府警察を志望して警察官採用試験を受けるも不採用で、その後NSCに入る。NSC7期生。
1989年、蛍原徹とお笑いコンビ『雨上がり決死隊』を結成。売れない時期は蛍原と共にバーテンダーのアルバイトをしていた。
1998年、一般人女性と結婚。
2001年に第1子となる長男が誕生。
2012年12月6日、早期胃癌のため休養する事を所属事務所を通して発表した。がんは「胃角」と呼ばれる部位で大きさは2cm程度。ステージは1A期。腹腔鏡下幽門側切除の手術を受け、胃の3分の2を摘出し、12月22日に退院した。12月29日、『雨上がり決死隊のトーク番組アメトーーク!』（テレビ朝日）の年末特別番組『アメトーーーーーーーーーーク!5時間スペシャル』（12月30日放送）で手術後、最初のテレビ番組出演。
2013年、肉体改造に雑誌「ターザン」とテレビ番組『行列のできる法律相談所』（日本テレビ）が完全タイアップでのバックアップ。3か月でマイナス10kgの体重減量とウエストマイナス15cmを掲げ、体重72.7kgのメタボ体型から62.5kgとマイナス10.2kgの減量に成功。これまではプロフィールには身長169cmとされていたが、雑誌ターザンでの計測で167.5cmとされていた。
2013年1月14日収録の『雨上がりのやまとナゼ?しこ』（朝日放送）から本格的に仕事復帰。
2017年8月、週刊文春で不倫疑惑を報じられ、以後、『行列のできる法律相談所』（日本テレビ）において「ブラック?」「ホワイト?」「オフホワイトや」といじられるようになり、宮迫＝オフホワイト発言というイメージが形成されていった。
2019年6月24日、闇営業騒動で謹慎処分を受ける。
2019年11月にYouTubeアカウントを作成、翌2020年1月29日よりYouTubeでの活動を始める。以降はYouTuberとして活動しており、テレビでは地上波やBS・CSなどの有料チャンネル、後述の30秒verを除いたCM出演、地方テレビ局にも出演していない。
5月4日、テレビ東京でロコンドテレビCM復帰編 30秒ver.が放送された。
7月1日、串カツ田中へのクラウドファンディングによりネーミングライツを獲得し、期間限定で串カツ宮迫として営業を行った。7月5日、チャンネル登録者数が100万人を達成。
2021年6月19日、自身の起ち上げた服飾ブランド「ZILVER(ジルバー)」を株式会社ロコンドと共同で作成したメンズ(各種セットアップ)・レディース(ワンピース)・スポーツサンダルをロコンドのネット通販で販売開始。
8月17日、吉本興業のYoutubeチャンネルで『アメトーーク! 特別編 雨上がり決死隊解散報告会』が配信され、コンビ「雨上がり決死隊」の解散が発表された。
8月31日、自身のYouTubeチャンネルにて、かねてより発表していた、YouTuberのヒカルと宮迫が共同経営する焼肉屋『牛宮城（ぎゅうぐうじょう）』が東京・渋谷で10月初旬にオープンする予定だと発表された。ヒカルが1億円の出資、宮迫がプロデュースを行っているという。
9月2日、ニュースサイト『週刊女性PRIME』（主婦と生活社）が「宮迫博之、雨上がり解散報告のウラで起きていた『ヒカル激怒事件』“7日間謝罪”の真相」と題した記事を公開。“制作関係者”や“テレビ局関係者”の証言を踏まえつつ、ヒカルが宮迫の「コラボ相手の都合」発言に激怒しており、なんとか機嫌を直してもらおうと宮迫が「ヒカルさんへの謝罪に徹した」などと報じた。これを踏まえて、ヒカルと宮迫の両名がヒカルのYouTubeチャンネルに出演し、記事の内容は「フェイクニュース」「イチから10まで全部ウソなんですよ」と全否定した。事実と異なる報道について、ヒカルは「真偽がわからないものいっぱいあると思うんで、全部鵜呑みにしないようにしてもらえたらと思います」「信じすぎないように」と注意喚起をおこなった。
10月1日、ヒカルと共同経営の焼肉店『牛宮城』のオープンが延期された。
11月11日、『牛宮城』について、ヒカルが完全に経営から撤退することが発表され、今後は宮迫チームのみで経営していくこととなった。いまのままではいつオープンできるか分からない状況だといい、互いの求めるクオリティが異なるため共同経営するのは難しいとの判断で、話し合いの末、撤退が決まったという。元々は完全な撤退ではなく、ある程度共同経営の形を取ったままでいることをヒカル側が提案したが、宮迫チームの判断により完全に撤退することが決まったとのこと。また、経営自体の撤退について、「宮迫チームとしても撤退を考えたんですが、達成できていない試みであったり、プロジェクトがあるなかで、その中で我々も撤退するのは違うのかなと。もっと真剣に向き合って『やりきるべきなのではないか』と考えました。最初のコンセプトは変わってしまうかもしれませんけど、迷惑をかけた人たちにも喜んでもらえる焼肉屋さんをつくるために、頑張ります」と語っている。
12月12日、焼き肉店『牛宮城』を2022年3月1日にオープンすることを発表した。「高級感×リーズナブル」がコンセプトで、ガネーシャグループの本田大輝、SAKURA株式会社の本間儀彦をアドバイザーとして迎え入れている。
2022年2月26日、タレント・エージェンシー、コンテンツ・プロデュース、飲食店運営を手掛ける株式会社ノーブルプロモーションの株式を100％取得したことをYouTubeチャンネルで発表した。
2月28日、焼き肉店『牛宮城』にてヒカルが経営に携わらない宣伝担当として復帰することを宮迫とヒカルのYouTubeチャンネルで発表した。
3月1日、焼き肉店『牛宮城』がオープンした。営業後のYouTube生放送中に江頭2:50が乱入し、店の前の廊下でブリーフ重量挙げを披露するもブリーフが切れて失敗。その後、江頭と共にブリーフ一丁になり、ブリーフの中に入れた風船を膨らませて破裂させ開店を祝った。
3月、木下隆行（TKO）とバッファロー吾郎A（バッファロー吾郎）との3人によるYouTubeチーム結成を発表した。
2024年5月28日に自身のYouTubeチャンネルで6月3日放送の千葉テレビ『匠の教室』に出演すると報告。実現すれば5年振りの地上波復帰であったが、千葉テレビは30日に公式サイトで「ネットニュース等で報道されている宮迫博之氏出演の番組は、そのような通告もなく外部の制作会社によって制作されたものです。よって当番組の放送の予定はありません」と否定、番組はお蔵入りとなった。この件について、宮迫は「お願いされ、宣伝したら『勝手に宣伝した』と言われてお蔵入り。よく分からない」と、千葉テレビ側の姿勢に疑問を呈している。
同年10月7日から3ヶ月放送された『Beauty Man〜宮迫博之イケおじ宣言〜』（テレビ埼玉）で約5年半ぶりに地上波に復帰した。

## 人物
芸能活動ではお笑いタレントや司会者のみならず、俳優や声優としての活動、山口智充（DonDokoDon）との音楽ユニット『くず』として音楽活動を行っていた。2004年には小室哲哉のプロデュースにより、宮迫の名前は出さずに『2am』名義でシングル「enemy of life」を発売した。同楽曲はテレビアニメ『ゾイドフューザーズ』の主題歌に起用された。
運動神経が良く、吉本印天然素材で岡村隆史（ナインティナイン）、竹若元博（バッファロー吾郎）、宮川大輔らとセンターで踊っていた。
独身時代、バッファロー吾郎A（バッファロー吾郎）と同居していた時期がある。
煙草に関しては2007年に禁煙に成功するも、2019年に後述の不祥事のストレス等により一時期、再び吸い始めた。しかし、2020年3月30日に再び禁煙することを宣言した。
とあるテレビ番組の打ち上げで、場を盛り上げるために当時相方であった蛍原徹の性器をフェラチオしたことがある。
フリーランスとなってからは実業家やYouTuber、ソロの歌手としても活動している。
YouTubeでは、ヒカルと定期的にコラボを行っている。
YouTubeチャンネルにて、目の下の深いクマの美容整形をした様子を公開した。
過去に天然素材時代に原西孝幸（FUJIWARA）とイベントなどで「マッスルブラザーズ」というユニットを組んでコントなどをしていた。また『あらびき団』（TBS）ではその原西と「ゴリラーズ」というコンピ名でネタ披露したこともある。

## 芸風
自分の頬を叩き、両人差し指を前に突き出し「宮迫〜ですッ!」が自己紹介のギャグである。これは元々、自分の頬を叩く「俺はアホかっ」（もしくは「俺のアホっ」）という自虐ギャグから派生したものであり、これに「太極拳の型を加えた（本人談）」ものである。
お笑いタレントではあるが、元々松田優作に憧れて俳優の仕事に興味があり、俳優になるための手段として、演技の勉強のためにお笑いをやっていた。実際、俳優活動には積極的で、お笑いタレントの出演として期待されるものとはかけ離れたシリアスな役、悪役なども多くこなしている。演じる役の大半が東京出身の人間であるため、標準語を使って演じることがある。
テレビなどでは、常にテンション高くキレることが多いキャラクターで見られているが、実際のところ普段はかなりおとなしく、ときに根暗と表現される。また、「（寂しいと死んでしまう）ウサギの8倍くらい淋しがり屋」とも自ら話している。私生活では無口でいる事が多く、仲の良い後輩芸人を飲み屋に集めて皆が賑やかに喋ってるところを、自身はただ眺めながら飲酒する事を好む。
2010年、第10回M-1グランプリにて大竹一樹（さまぁ〜ず）と共に初めて審査員を務めた。大会本番まで真剣に取り組み、過去の大会（第1回から9回）の映像を全て見直してから本番に臨んだ。大会後、審査委員長の島田紳助はそのことに触れ、審査員としての宮迫を評価した。

## 家族
自身のYouTubeチャンネルで配信した自分のウィキペディアを確認する企画によれば、妻は同学年であり、芸能界屈指の恐妻家として知られている。家では「あんたが料理作ると油が飛び散るからやめて」とか、疲れて帰ってきた時も癒してもらえないどころか「ゴミ出しといて」と言われる等々、尻に敷かれる関係ぶりとのこと。息子の弁当も宮迫が作っていた。卵焼きは妻も大絶賛であり得意としている。
『行列のできる法律相談所』（日本テレビ）にて、インフルエンザに感染し、フラフラでも病院に連れて行ってもらえなかったエピソードを話すと、同番組の弁護士軍団から、「十分、離婚要素になる」と言われた。同番組の「気の毒な夫決定戦」では初代と第8回のチャンピオンになっている。
本人によると、妻とは18歳の時に知り合い、6年ほど交際して宮迫が「先が見えないし、養えないし、結婚できない」と切り出して別れたが、それから1年ほどして宮迫が東京に進出し、仕事が無くくすぶっていた頃に突然電話があり、「今すぐ私と結婚するか、もう二度と会わないかどちらか選んで」と言われて結婚を選んだとのこと。それから1週間後くらいに突然「2週間後に式場決まったから」と言われて慌てたこともあった。
息子はリッくんという芸名で同級生の男性とお笑いコンビ『フライドポテト』（後に『マイケルジェニー』に改名）を結成し、ハイスクールマンザイ決勝進出、お笑いインターハイ優勝など学生芸人として活動。現在はK-PROに所属している。なお『フライドポテト』結成当時は母方の名字を名乗って藤井陸の芸名を使い、宮迫の長男であることは公表していなかった。
兄と妹がおり、茨木市の実家では母親と実妹がたこ焼き店を経営している。
父親は大分県出身、母親は香川県出身で、共に水産業で勤務していた。母は2021年で喜寿を迎えた。

## 闇営業騒動
2019年6月、週刊誌報道により2014年に反社会勢力の忘年会へ闇営業（直営業）に複数人の芸人とともに参加していた事が報じられた。6月11日放送のラジオ番組『アッパレやってまーす!』（MBSラジオ）に生出演時に謝罪し、反社会勢力の会とは知らなかった旨を述べた。またその後も自身のTwitterで謝罪の文章を掲載し、金銭の受領はなかった旨を綴っていた。
しかし吉本興業が参加した芸人と複数回ヒアリングを行った結果、反社会勢力という認識は無かったものの一定の金銭の受領があったことが認められた。これにより、6月24日より当面の間活動を停止する謹慎処分が下された。
2019年7月19日に吉本興業から契約を解消された事が発表された。その後、吉本興業の仕切りで引退会見をする予定だったが、これを直前でキャンセル。7月20日、田村亮（ロンドンブーツ1号2号）とともに独自の記者会見を実施した。そのなかで吉本興業側からも「口止め」や「静観」といった指示があったことが明らかとなり、代表取締役社長の岡本昭彦によるパワハラ疑惑にも注目が集まった。一方、識者や一部メディアの間で「在京5社、在阪5社のテレビ局は吉本の株主だから大丈夫」と吉本興業側が発言したことが問題視される。吉本興業側もタレントとの契約問題などから岡本社長自身が会見を行うまでの騒動となる。
その後、ボランティア活動を開始。2020年1月29日、YouTubeチャンネル『宮迫ですッ!【宮迫博之】』に初投稿で謝罪動画を公開した。同タイミングで問題となった田村亮については、2020年1月に専属エージェント契約という形で吉本との取引を再開したが、宮迫はサムライパートナーズに所属している。

### 後任
宮迫の芸能活動自粛後に持ち役を引き継いだ人物は以下のとおり。
| 後任     | 役名               | 概要作品                                 | 後任の初担当作品                      |
| -------- | ------------------ | ---------------------------------------- | ------------------------------------- |
| 岩田光央 | シンドローム       | 『Mr.インクレディブル』                  | 『レゴ インクレディブル・ファミリー』 |
| 東地宏樹 | ホークアイ         | 『マーベル・シネマティック・ユニバース』 | 『ブラック・ウィドウ』                |
| 武虎     | 神田強             | 『龍が如く3』                            | 『龍が如く ONLINE』                   |
| 竹内良太 | あしゅら男爵（男） | 『劇場版 マジンガーZ/INFINITY』          | 『スーパーロボット大戦30』            |

## 格闘家としての戦績

### アマチュアキックボクシング
| 勝敗 | 対戦相手 | 試合結果              | 大会名     | 開催年月日    |
| ×    | 若林元樹 | 1分30秒2R終了 判定0-3 | RISE VOA 7 | 2025年2月11日 |

## 出演作品
コンビでの出演は雨上がり決死隊を参照。

### テレビドラマ
- 金曜ドラマ 美しい人（1999年10月 - 12月、TBS）
- 金曜時代劇 しくじり鏡三郎（1999年、NHK、第19話）
- 彼女たちの時代（1999年、フジテレビ、第4話、第6話）
- 真夏のメリークリスマス（2000年10月9日）
- モナリザの微笑（2000年、フジテレビ）
- やまとなでしこ（2000年11月27日、第8話、フジテレビ） - ツネさん
- ココだけの話（2001年、オムニバスドラマ、第6話出演）
- 史上最悪のデート 第19話（2001年、日本テレビ）
- 救命病棟24時 第2シリーズ（2001年、フジテレビ） - 馬場武蔵 役
- 大河ドラマ
  - 北条時宗（2001年） - 北条義宗
  - 龍馬伝（2010年）- 平井収二郎
- 反乱のボヤージュ（2001年、テレビ朝日） - 立花
- HERO（2001年1月22日、フジテレビ、第3話） - 宮川雅史
- 金曜エンタテイメント（フジテレビ）
  - ミスDJ～殺しのリクエスト～（2001年2月16日）
  - ソナギ〜雨上がりの殺意〜（2002年11月1日、フジテレビ）
- 救命病棟24時新春スペシャル2002（2002年1月1日、フジテレビ） - 馬場武蔵
- 初体験（2002年1月8日、フジテレビ、第1話）
- 婚外恋愛（2002年1月 - 3月、テレビ朝日）
- 春ランマン（2002年4月 - 6月、関西テレビ・フジテレビ）
- 探偵家族（2002年7月 - 9月、日本テレビ） - 田中大介
- 夢のカリフォルニア（2002年、TBS）
- 天才柳沢教授の生活（2002年11月6日、フジテレビ、第4話） - 榎本（空き巣）
- アシ!（2003年1月10日、テレビ朝日）
- いま何待ち?「天国と地獄2001」（2003年1月20日・1月27日、オムニバスドラマ、第14話、第15話出演）
- 東京ラブ・シネマ（2003年4月 - 6月、フジテレビ） - 千葉吉成
- 平成十五年度文化庁芸術祭参加作品「離婚旅行」（2003年10月13日、TBS）
- プレミアムステージ
  - 特別企画・太閤記 サルと呼ばれた男（2003年12月27日、フジテレビ） - 明智光秀
- アットホーム・ダッド（2004年4月 - 6月、関西テレビ・フジテレビ） - 杉尾優介 
  - アットホーム・ダッド スペシャル（2004年9月28日）
- 日曜劇場 夫婦。（2004年12月5日・12月12日・12月19日、TBS） - 赤井
- 恋の時間（2005年10月 - 12月、TBS） - 山田昌男
- Happy!（2006年12月26日、TBS） - 桜田純二
- 妖怪人間ベム（2006年、アニメ作品、第21話） - ドッペル・ゲンガー
- だめんず・うぉ〜か〜（2006年10月 - 12月、テレビ朝日） - 一ツ橋信
- Happy!2（2006年12月26日、TBS） - 桜田純二 役
- 土曜プレミアム（フジテレビ）
  - しゃばけシリーズ第1弾「しゃばけ」（2007年11月24日、フジテレビ） - 屏風覗き
  - しゃばけシリーズ第2弾「うそうそ」（2008年11月29日、フジテレビ） - 屏風覗き
  - 容疑者は8人の人気芸人（2015年4月18日、フジテレビ） - 本人
- 金曜プレステージ
  - 笑顔をくれた君へ〜女医と道化師の挑戦〜（2008年3月14日、フジテレビ） - クラウンK
  - 絶対零度 〜未解決事件特命捜査〜 Special（2011年7月8日、フジテレビ） - 塚本圭吾
- B型オンナが結婚する方法（2009年2月24日、フジテレビ） - 保住暁彦
- 緊急スペシャル 救命病棟24時〜救命医・小島楓〜（2009年7月28日、フジテレビ） - 馬場武蔵
- 絶対零度 〜未解決事件特命捜査〜（2010年4月 - 6月、フジテレビ） - 塚本圭吾
- 絶対零度 〜特殊犯罪潜入捜査〜（2011年7月 - 9月、フジテレビ） - 塚本圭吾 ※回想出演
- 夜行観覧車（2013年1月 - 3月、TBS） - 遠藤啓介
- ホワイト・ラボ〜警視庁特別科学捜査班〜（2014年4月 - 6月、TBS） - 奥貫徹
- 僕のヤバイ妻（2016年4月 - 6月、関西テレビ・フジテレビ） - 横路正道[64][65]
- 未解決の女 警視庁文書捜査官 第5話（2018年5月17日、テレビ朝日） - 松河森次

### 映画
- ごんたくれ（1995年4月28日、ケイエスエス） - ユウ 役（主演） ※映画デビュー作（オリジナルビデオ）
- 岸和田少年愚連隊（1996年3月16日、松竹・吉本興業）- サイ
- クロスファイア（2000年6月10日、東宝）- チンピラ
- 蛇イチゴ（2002年9月6日、2002『蛇イチゴ』製作委員会 劇場映画初主演作） - 明智周治
- 13階段（2003年2月8日、東宝） - 寺田実
- 下妻物語（2004年5月29日、東宝） - 桃子の父
- CASSHERN（2004年4月24日、松竹） - アクボーン（新造人間）
- Tokyo Tower（2005年1月15日、東宝） - 川野
- 姑獲鳥の夏（2005年7月16日、日本ヘラルド映画） - 木場修太郎
- 妖怪大戦争（2005年8月16日、松竹） - 佐田
- タナカヒロシのすべて（2005年5月14日、ファントム・フィルム / プログレッシブ ピクチャーズ） - 田辺
- 探偵事務所5　第2話「探偵522 〜失楽園 Paradise Lost〜」（2005年）- 探偵522
- 大日本人（2007年6月2日、松竹） - スティウィズミー
- YOSHIMOTO DIRECTOR'S 100 〜100人が映画撮りました〜「14階段」（2007年8月25日 - 8月31日） - 法務省の役人
- 魍魎の匣（2007年12月22日、ショウゲート） - 木場修太郎
- 純喫茶磯辺（2008年7月5日、ムービーアイ・エンタテインメント） - 磯辺裕次郎（主演）
- 20世紀少年 - ケロヨン（福田啓太郎） 
  - 第1章 『終わりの始まり』（2008年8月30日、東宝）
  - 最終章 『ぼくらの旗』（2009年8月29日、東宝）
- THE CODE/暗号（2009年5月9日、日活） - 探偵522
- 宇宙へ。（2009年8月21日、ソニー・ピクチャーズ エンタテインメント）-日本語版ナレーション
- 笑う警官（2009年11月14日、東映） - 津久井卓
- 大怪獣バトル ウルトラ銀河伝説 THE MOVIE（2009年12月12日、円谷プロダクション） - ウルトラマンベリアルの声
- さらば愛しの大統領（2010年11月6日、アスミック・エース） - ミドリゴリラ
- ウルトラマンゼロ THE MOVIE 超決戦!ベリアル銀河帝国（2010年12月23日、松竹） - カイザーベリアル/ アークベリアルの声
- NMB48 げいにん!THE MOVIE お笑い青春ガールズ!（2013年8月1日、よしもとクリエイティブ・エージェンシー） - 友情出演
- NMB48 げいにん!THE MOVIE リターンズ 卒業!お笑い青春ガールズ!!新たなる旅立ち（2014年7月25日、よしもとクリエイティブ・エージェンシー） - 友情出演
- スキャナー 記憶のカケラをよむ男（2016年4月29日、東映） - 丸山竜司 [66]
- BLUE FIGHT 〜蒼き若者たちのブレイキングダウン〜（2025年1月31日、ギャガ / YOAKE FILM）[67]
- ゆい（公開未定） - くるるの父 正彦 役[68]

### 舞台
- NODA・MAP カノン（2000年4月1日 - 5月28日、シアターコクーン・近鉄劇場）
- 朗読劇 LOVE LETTERS（2005年4月3日、パルコ劇場）
- 舞台「空中ブランコ」（2008年4月20日 - 5月5日、東京芸術劇場中ホール）（主演）
- 朗読劇「『芸人交換日記』〜リーディングシアター〜」（2013年2月8日、草月ホール）

### 劇場アニメ
- クレヨンしんちゃん 嵐を呼ぶ アッパレ!戦国大合戦（2002年4月20日、東宝） - 彦蔵
- ピアノの森（2007年7月21日、松竹） - 阿字野壮介
- 豆富小僧（2011年4月29日、ワーナーブラザーズ ジャパン） - 芝居者狸
- クレヨンしんちゃん 襲来!!宇宙人シリリ（2017年4月15日、東宝） - シリリの父
- 劇場版 マジンガーZ / INFINITY（2018年1月13日、東映） - あしゅら男爵（男）[69]
- 漁港の肉子ちゃん（2021年6月21日、アスミック・エース） - セミ[70]

### ゲーム
- 龍が如く3（2009年2月26日、PlayStation 3） - 神田強
- 龍が如く6 命の詩。（2016年12月8日、PlayStation 4） - 南雲剛
- スーパーロボット大戦T（2019年3月20日、PlayStation 4・Nintendo Switch） - あしゅら男爵（男）

### 吹き替え
※太字はメインキャラクター

#### 担当俳優
ジェレミー・レナー
- マーベル・シネマティック・ユニバース - クリント・バートン / ホークアイ
  - アベンジャーズ（2012年）
  - アベンジャーズ/エイジ・オブ・ウルトロン（2015年）
  - シビル・ウォー/キャプテン・アメリカ（2016年）
  - アベンジャーズ/エンドゲーム（2019年）

#### 映画
- ヴァン・ヘルシング（2004年） - マリーシュカ〈ジョジー・マラン〉[注 1] ※劇場公開版
- Mr.インクレディブル（2004年） - シンドローム
- GOAL!（2006年） - ジネディーヌ・ジダン

### バラエティ
- 噂の現場直行ドキュメン ガンミ!!（2013年9月6日 - 2015年3月28日、TBS）
- 行列のできる法律相談所（2019年6月まで、日本テレビ） - 司会（週替わり所長）[71]
- 超ド級!世界のありえない映像烈伝（フジテレビ） - 司会
- 松本家の休日（2014年10月10日 - 2019年6月、朝日放送・関西ローカル）
- 歌のゴールデンヒット（2017年2月13日〈第1弾〉・2018年2月12日〈第3弾〉 - 2019年2月11日〈第5弾〉、TBS） - 堺正章と回ごとに異なる女優1名とで司会
- Beauty Man〜宮迫博之イケおじ宣言〜（2024年10月7日-2024年12月23日、テレビ埼玉）

### ネット
- Win Win Wiiin（2020年11月21日 - 2023年2月4日、YouTube）- MC
- 有頂天レストラン（2021年5月23日 - 2022年2月5日、YouTube）- MC
- 宮迫博之のサコるニュース（2023年2月16日 - 5月16日、YouTube）- MC

### ドキュメンタリー
- ファミリーヒストリー 宮迫博之〜逆境に挑む 巨大台風・奇跡の救助〜（2014年10月24日、NHK総合）

### ナレーション
- 金色☆メダル（2006年10月 - 2007年9月、フジテレビ）
- Vメシ!（2007年10月7日 - 2008年9月28日、フジテレビ）
  - Vメシ!DREAM（2008年10月5日 - 2010年9月26日）
- NHKスペシャル 沸騰都市（2009年1月25日 - 2月16日 第5回 - 第8回、NHK）
- ルーツを歩こう（2009年10月2日 - 2010年1月1日、九州朝日放送をはじめとするANN系列九州7局ブロックネット）
- ACTION =2009 日本が動いた!報告SP（2009年10月12日、日本テレビ）
- マイケル・ジャクソン 愛と哀しみの真実（2009年12月16日、日本テレビ）
- ダウンタウンのガキの使いやあらへんで!! 「ガキの使い卒業 さようなら山崎邦正」（2010年4月4日、日本テレビ）[72]
- 僕が世界で戦える理由〜変えるこだわり、変えないこだわり〜（2011年12月4日、フジテレビ）
- 世界一 イチバンに挑む人々〜イギリス・ギネス世界記録〜（2014年3月5日、NHK）

### 語り
- てれび絵本「きょうはなんてうんがいいんだろう」（2012年12月10日、NHK教育）

### ウェブテレビ
- HITOSHI MATSUMOTO presents ドキュメンタル（2017年 - 2019年、Amazonプライム・ビデオ）- シーズン4、シーズン7出演

### CM
- ハウス食品 さわやか吐息
- アサヒ飲料 新若武者《ペットボトル緑茶》
- ユニバーサル・スタジオ・ジャパン
- スカルプD（アンファー）
- ダスキン ミスタードーナツ
- アメリカンファミリー生命保険会社（アフラック）「がん保険を、話そう。宮迫さん篇」（2014年）
- ロコンド「ReZARD」テレビCM復帰編 30秒ver. 60秒ver.（2020年）[73]

## ディスコグラフィ

#### 配信シングル
- 雨上がり（2020年6月15日）
- HOTARU（2020年11月9日）
- 新しい朝（2020年11月17日）
- てとて（2021年4月24日）

## イベント
- KANSAI COLLECTION 2021 SPRING & SUMMER（2021年3月）[74]
- 始球式 ドジャース―ダイヤモンドバックス戦（2025年5月、アメリカ合衆国アリゾナ州フェニックスチェイス・フィールド）[75]

## 受賞歴
- 第28回報知映画賞 最優秀助演男優賞（『蛇イチゴ』『13階段』）
- 第25回ヨコハマ映画祭 最優秀新人賞（『蛇イチゴ』『13階段』）
- 第58回毎日映画コンクール スポニチグランプリ新人賞（『蛇イチゴ』）
- 第18回高崎映画祭 最優秀新人男優賞（『蛇イチゴ』）

出演作の受賞
- 2003年 NHKハイビジョンスペシャル「いま裸にしたい男たち/宮迫が笑われなくなった日」第20回ATP賞・ドキュメンタリー部門優秀賞